# LHGL-Wanne
Eine LHGL-Wanne ist ein Effektscheinwerfer, der in der Veranstaltungstechnik eingesetzt wird. Sie erzeugt ein homogenes, flächiges Licht und ist sowohl für farblich statische als auch für farblich dynamische Beleuchtung geeignet.

## Geräteaufbau und Namensgebung
LHGL leitet sich von Leuchtstoff-Hintergrundleuchte ab. Bei einer LHGL-Wanne sind vier Leuchtstoffröhren mit den Farben rot, grün, blau und weiß in einem wannenförmigen Gehäuse verbaut. Alle vier Leuchtstoffröhren sind von 0–100 % dimmbar, was durch integrierte elektronische Vorschaltgeräte möglich ist. Hierdurch ist eine praxisnahe additive Farbmischung möglich. Die Ansteuerung erfolgt über das DMX-512-Protokoll, wobei hier mindestens vier DMX-Kanäle für die Dimmeransteuerung der vier Leuchtstoffröhren notwendig sind. LHGL-Wannen werden direkt mit Netzspannung betrieben.
Die Gehäuse verfügen meist über eine TV-Zapfen-Aufnahme.

## Anwendung
LHGL-Wannen erzeugen, bedingt durch die Leuchtstoffröhren, ein homogenes und diffuses Flächenlicht. Sie sind daher ausgezeichnet zur schattenarmen Ausleuchtung von Flächen geeignet. Dabei ist kein großer Abstand zwischen LHGL-Wanne und zu beleuchtendem Objekt notwendig. LHGL-Wannen können sowohl für farblich statische Beleuchtung (ein Farbton), als auch für farblich dynamische Beleuchtung (Farbwechsel) eingesetzt werden. Bei beiden Anwendungen kann die Helligkeit von 0–100 % gedimmt werden.
Werden mehrere LHGL-Wannen eingesetzt, können räumliche Farbverläufe realisiert werden, sowohl statische (zeitlich unveränderte), als auch dynamisch bewegte.